# Wiesław Jobczyk

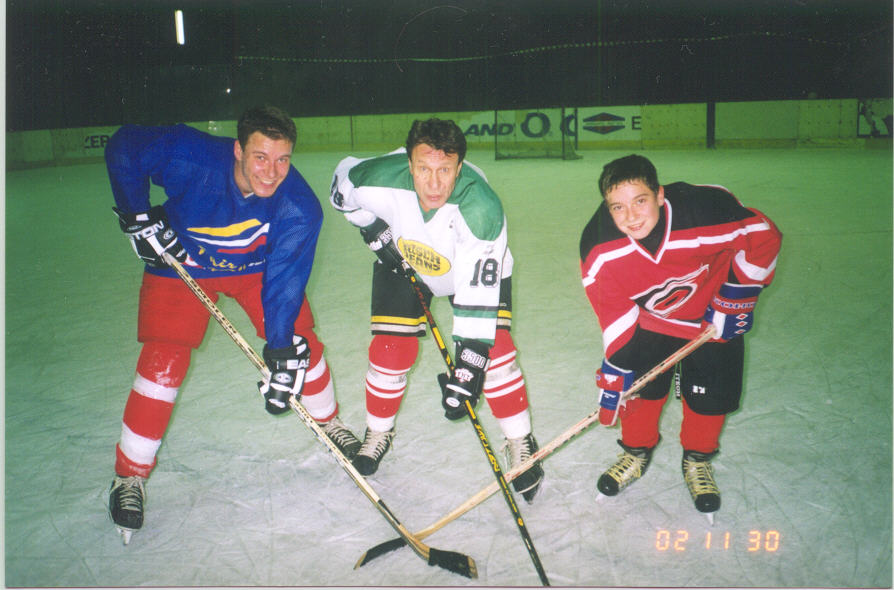
Tomasz, Wiesław i Michael Jobczyk

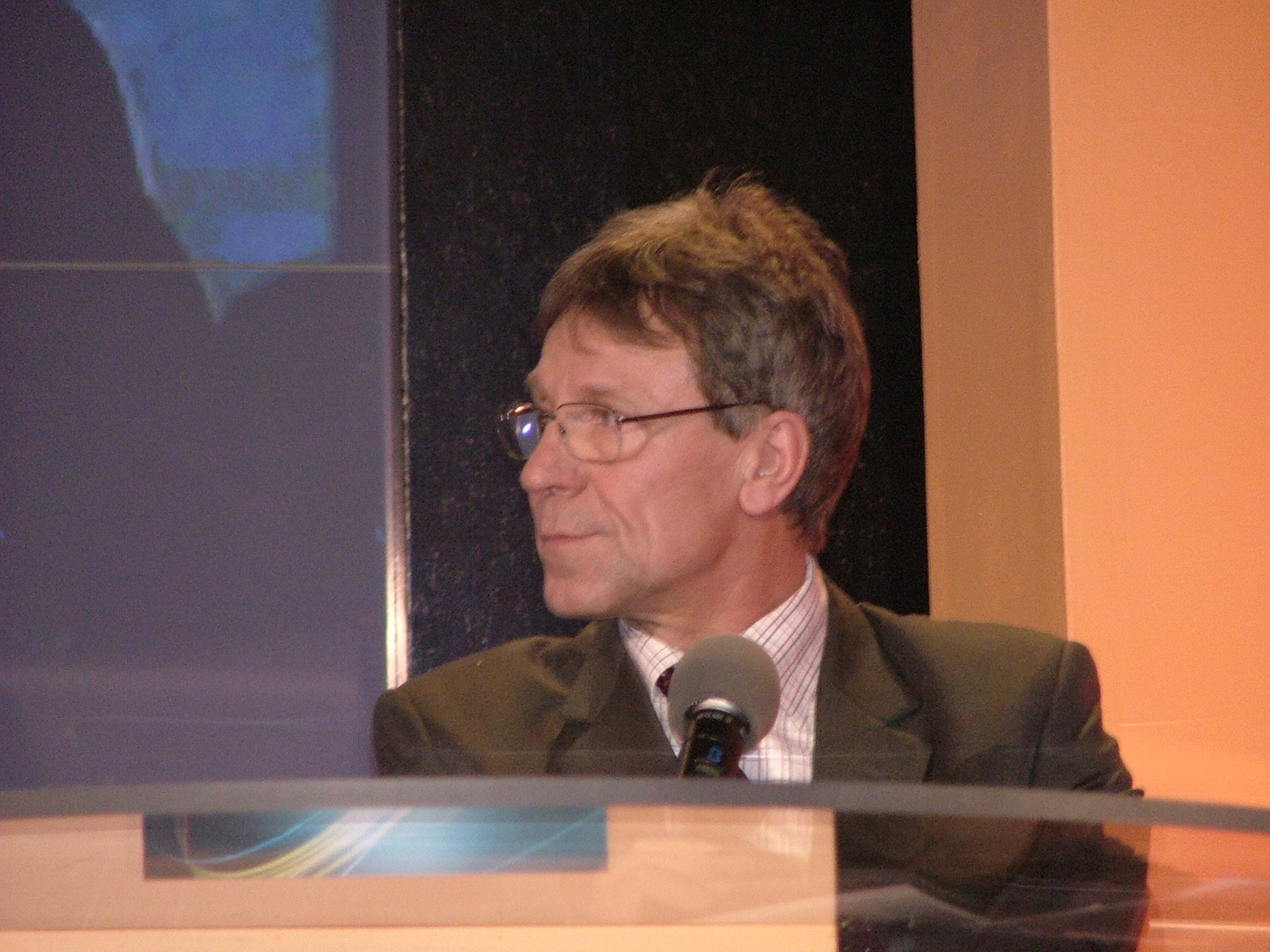
Wiesław Jobczyk w studio TVP Sport (2007).

Wiesław Jerzy Jobczyk (ur. 23 lutego 1954 w Siedlcach) – polski hokeista, reprezentant Polski, trzykrotny olimpijczyk.

## Kariera zawodnicza
- Pogoń Siedlce (1967-1973)
- Baildon Katowice (1974-1978)
- Zagłębie Sosnowiec (1978-1985)
- Duisburger SC (1985-1987)
- EC Ratingen (1987-1989)
- Wesel, Moers, Duisburger SC

Był zawodnikiem od 1967 do 1991. Przez 12 sezonów ligi polskiej rozegrał 392 mecze i strzelił 354 gole. Pod koniec kariery grał w Niemczech, w tym w ostatnim klubie Duisburger SC jako grający trener.
Uczestniczył w turniejach zimowych igrzysk olimpijskich 1976, 1980, 1984 oraz mistrzostw świata 1976, 1977, 1979, 1981, 1983, 1985, w tym dwóch turniejów w Grupie A, 125-krotny reprezentant kraju (1974-85), strzelec 88 goli dla reprezentacji narodowej (trzecie miejsce w historii polskiego hokeja). W reprezentacyjnym ataku był partnerem Andrzeja Zabawy i Leszka Kokoszki.

## Sukcesy
Reprezentacyjne
- Awans do grupy A mistrzostw świata: 1985

Klubowe
- Srebrny medal mistrzostw Polski: 1975, 1976 z Baildonem Katowice, 1979, 1984 z Zagłębiem Sosnowiec
- Brązowy medal mistrzostw Polski: 1977 z Baildonem Katowice
- Złoty medal mistrzostw Polski: 1980, 1981, 1982, 1983, 1985 z Zagłębiem Sosnowiec

Indywidualne
- Mistrzostwa Świata w Hokeju na Lodzie 1976:
  - Hat trick w meczu przeciw ZSRR (6:4) 8 kwietnia 1976[2][3][4]
  - Pierwsze miejsce w klasyfikacji strzelców w reprezentacji Polski: 6 goli
- I liga polska w hokeju na lodzie (1978/1979):
  - Pierwsze miejsce w klasyfikacji strzelców: 33 gole
  - Pierwsze miejsce w klasyfikacji kanadyjskiej: 53 punkty
- Hokej na lodzie na Zimowych Igrzyskach Olimpijskich 1980:
  - Gole w meczach z Finlandią (5:4)[5], Kanadą (1:5)[6], Holandią (3:5)[7], Japonią (4:1)[8]
- I liga polska w hokeju na lodzie (1980/1981):
  - Pierwsze miejsce w klasyfikacji strzelców: 45 goli
  - Pierwsze miejsce w klasyfikacji kanadyjskiej: 73 punkty
  - Złoty Kij
- Mistrzostwa Świata w Hokeju na Lodzie 1981#Grupa B:
  - Pierwsze miejsce w klasyfikacji strzelców: 12 goli[9]
  - Pierwsze miejsce w klasyfikacji kanadyjskiej: 19 punktów
  - Najlepszy napastnik turnieju
- I liga polska w hokeju na lodzie (1981/1982):
  - Pierwsze miejsce w klasyfikacji strzelców: 52 gole[10]
  - Pierwsze miejsce w klasyfikacji kanadyjskiej: 67 punktów
  - Złoty Kij
- I liga polska w hokeju na lodzie (1982/1983):
  - Pierwsze miejsce w klasyfikacji strzelców: 52 gole[11]
  - Pierwsze miejsce w klasyfikacji kanadyjskiej: 84 punkty

## Inna działalność
- Na początku lat 90 XX w. założył przedsiębiorstwo pod nazwą Corona w branży armatury przemysłowej.
- We wrześniu 1994 został mianowany menedżerem reprezentacji Polski[12].
- Został komentatorem i ekspertem podczas transmisji meczów ligowych i reprezentacyjnych hokeja na lodzie w Telewizji Polskiej. W 2006 roku komentował dla TVP Zimowe Igrzyska Olimpijskie w Turynie. Cztery lata później gościł w studio olimpijskim TVP. Był także ekspertem programu „Trzecia tercja” w TVP Sport. W roli komentatora i eksperta na meczach polskiej ligi występował również na antenie stacji Wizja Sport. Później ponownie został ekspertem w TVP Sport.

## Życie prywatne
Żonaty z Małgorzatą, ojciec Tomasza i Michaela.

## Odznaczenia
- Złoty Krzyż Zasługi (2005, za zasługi w działalności społecznej na rzecz rozwoju sportu i kultury fizycznej)[13]
- Brązowy Krzyż Zasługi (2000, za zasługi w działalności na rzecz rozwoju kultury fizycznej i sportu)[14]
- Brązowy Medal za Wybitne Osiągnięcia Sportowe (po wygraniu przez Polskę turnieju mistrzostw świata Grupy B w 1985 i uzyskanym awansie do Grupy A)[15]